# Örtjärnen (Bollnäs socken, Hälsingland)
Örtjärnen är en sjö i Bollnäs kommun i Hälsingland och ingår i Norralaåns huvudavrinningsområde. Sjön är 10,4 meter djup, har en yta på 0,028 kvadratkilometer och befinner sig 168 meter över havet.